# Catedral de Nuestra Señora (Tournai)
La catedral de Nuestra Señora de Tournai  (en francés: Notre-Dame de Tournai) es una catedral católica en la ciudad de Tournai y uno de los monumentos arquitectónicos más sobresalientes de Bélgica. Esta construcción, ubicada en el litoral sur del río Escalda, está hecha de piedra gris-azulada procedente de la propia región. Su edificación comenzó en el siglo XII sobre un fundamento más antiguo. El edificio combina tres corrientes arquitectónicas distintas que se sucedieron a través de la historia: la nave corresponde al periodo románico, de líneas severas y pesadas, el coro pertenece al estilo gótico; y el transepto, a su vez, es de un estilo transitorio entre ambos. Esta convergencia de corrientes y estilos dan al edificio una apariencia única y deslumbrante. Pertenece a la diócesis de Tournai.
En reconocimiento al valor cultural de la Catedral de Tournai, la Unesco la declaró Patrimonio de la Humanidad en el año 2000.

## Características

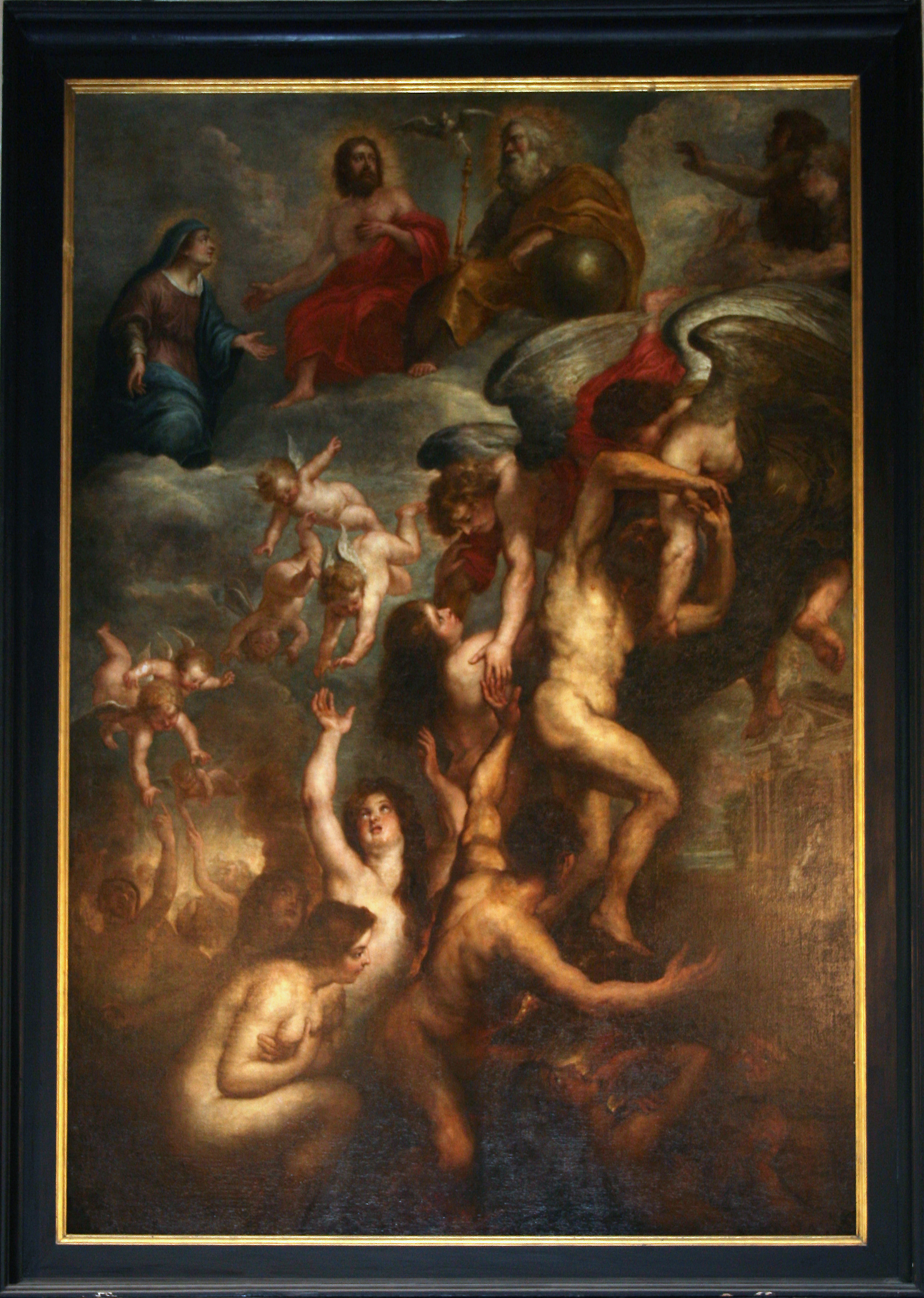
La Liberacin de Almas en el Purgatorio de Peter Paul Rubens (1577-1640); 1634-36; Chapelle Saint-Louis to Notre-Dame Cathedral, Tournai, Blgica

El transepto es la parte más distintiva y característica del edificio, con su campanario de cinco torres con cúpulas en ábside.
La nave fue erigida en su mayor parte durante el primer tercio del siglo XII. Prefigurando el estilo gótico temprano, posee una galería en el segundo nivel, entre la arquería del suelo y el triforio. Pilastras entre el ventanal de arco de medio punto en el claristorio ayudan a soportar el peso de la bóveda que en siglo XVIII reemplazó al techo de madera plano original.
Los brazos del transepto, construido en la mitad del siglo XII, terminan en el ábside, una característica prestada con toda probabilidad de ciertas iglesias renanas, característica con influencia en toda la Francia nororiental, como en la Noyon y la Soissons. Las torres cuadradas que flanquean el transepto alcanzan los 83 metros de altura. Las torres se diferencian en ciertos detalles, y algunos de los arcos que las adornan son de medio punto mientras que otros son ojivales.
El obispo Gautier de Marvis (1219-1252) mandó demoler el coro románico original con el fin de reemplazarlo con uno gótico de dimensiones más majestuosas, inspirado por el que posee la Catedral de Amiens. La construcción del nuevo coro comenzó en 1242 y acabó en 1255. El resto de la catedral debió de haberse reconstruido siguiendo los pasos del coro, para satisfacer la nueva moda arquitectónica. Esto, sin embargo, nunca sucedió. Las únicas remodelaciones posteriores fueron el pórtico occidental y una gran capilla gótica que fue erigida a lo largo de uno de los pasillos laterales, haciendo desaparecer la pared y ventanas originales.